# العظام الجميلة (فلم)
العظام الجميلة (بالإنجليزية: The Lovely Bones)هو فيلم إثارة أمريكي من إخراج بيتر جاكسون مبني على رواية تحمل نفس الاسم للكاتبة أليس سيبولد.الفيلم من بطولة مارك والبيرغ،ريتشل وايز،سوزان سارندون،ستانلي توتشي،مايكل إمبريولي وسيرشا رونان.